# Yesterday (film 1985)
Yesterday – polski film z 1984 roku w reżyserii Radosława Piwowarskiego.

## O filmie
Zdjęcia do filmu nagrywane były w Otmuchowie, Paczkowie i Niemodlinie (województwo opolskie) oraz we Wrocławiu.
Film otrzymał nagrodę FIPRESCI na festiwalu w Wenecji.

## Fabuła
Nostalgiczna historia czterech kolegów z technikum, którzy w 1964 roku zafascynowani zespołem The Beatles przyjmują ich imiona i sposób bycia.

## Obsada
- Piotr Siwkiewicz – Paweł Mitura „Ringo”
- Anna Kaźmierczak – Ania
- Andrzej Zieliński – „John”
- Waldemar Ignaczak – „George”
- Robert Piechota – „Paul”
- Krzysztof Majchrzak – „Biegacz”, nauczyciel P.O.
- Krystyna Feldman – ciotka „Ringa”
- Henryk Bista – dyrektor szkoły
- Stanisław Brudny – ksiądz
- Mira Dall – Walentynka
- Jerzy Matula – perkusista